# FC Edmonton
Der FC Edmonton war ein kanadisches Fußball-Franchise der Canadian Premier League aus Edmonton, Alberta. Gegründet wurde die Mannschaft 2010 und nahm ab der Saison 2011 den Spielbetrieb in der North American Soccer League auf. Von 2019 bis zur Auflösung 2022 trat das Team in der Canadian Premier League an.
Die Heimspiele werden im Clarke Stadium ausgetragen. Die Teamfarben sind blau und weiß.

## Geschichte

### Gründung
Der FC Edmonton wurde im Februar 2010 von den Kanadiern Tom und Dave Fath gegründet. In seinem ersten Jahr baute Edmonton seine administrativen und sportlichen Strukturen auf. Es wurden Spieler verpflichtet und erste Testspiele veranstaltet. Das erste Spiel trug der Klub am 16. Juni 2010 gegen Montreal Impact aus und siegte mit 3:0. Weitere Spiele fanden gegen US-amerikanische und kanadische Mannschaften statt. Auch Begegnungen gegen internationale Gegner wie den FC Portsmouth und CSD Colo-Colo wurden ausgetragen.
Im Dezember 2010 wechselten der erste Trainer des Vereins, Dwight Lodeweges, und sein Assistent nach Japan. Neuer Trainer wurde der Niederländer Harry Sinkgraven. Ende September 2012 wurde er entlassen und Ende November 2012 wurde der in Schottland geborene ehemalige kanadische Nationalspieler Colin Miller neuer Cheftrainer.

### Erste Saison
Das erste Pflichtspiel fand am 9. April 2011 gegen die Fort Lauderdale Strikers statt. Edmonton siegte in diesem Spiel mit 2:1. Shaun Saiko erzielte dabei das erste Tor des FC Edmonton in einem Pflichtspiel.
Als eines von vier kanadischen Profi-Fußballteams nahm der FC Edmonton auch an der Canadian Championship 2011 teil. In der ersten Runde spielte man gegen den Vorjahres-Meister Toronto FC. Diesem unterlag man am 27. April mit 0:3 und am 4. Mai mit 0:1 und schied aus.

## Stadion
- Foote Field; Edmonton, Alberta (2011)
- Clarke Stadium; Edmonton, Alberta (2012– )
- Commonwealth Stadium, Edmonton, Alberta (2011) 3 Spiele in der Canadian Championship

Die Heimspiele werden seit 2012 im Clarke Stadium ausgetragen. Das eigentlich für Canadian Football konzipierte Stadion beheimatete schon 1982 die NASL-Mannschaft Edmonton Drillers.
2011 wurde die Heimspiele auf dem Foote Field, welches sich auf dem Gelände der University of Alberta befindet, ausgetragen.
Bei Spielen mit einem größeren Zuschauerinteresse kann die Mannschaft in das 60.081 Zuschauer fassende Commonwealth Stadium ausweichen. Dies wurde zum ersten Mal am 27. April 2011 im Canadian Championship-Spiel gegen den Toronto FC getan.

## Fans und Rivalen

### Fangruppierungen
Die FC Edmonton Supporters Group gründete sich 2010 aus Mitgliedern der Canadian National Soccer Supporters Group. Dieses geschah im Zusammenhang damit, das Edmonton den Zuschlag für ein Fußball-Franchise in der NASL bekommen hatte.

### Rivalen
Als Hauptrivale des FC Edmonton gilt der Ottawa Fury. Bei Aufeinandertreffen sowohl in der Canadian Championship, als auch in der Liga wird das „All-Canadian Derby“ ausgetragen.

## Medien
Seit der Saison 2014 sind die Spiele über den stadteigenen Sender CKEM-DT zu sehen. Gleichzeitig werden die Spiele auch über den Radiosender CKER-FM übertragen.
Wie bei allen NASL-Mannschaften gibt es im Stadion Webcams. Über einen Kanal beim Internet-Streaming Anbieter Ustream sind diese kostenlos zu empfangen.

## FC Edmonton Academy
Die Jugendarbeit des Franchise wird seit dem Januar 2012 in der FC Edmonton Academy organisiert. Im September 2013 vereinbarten die Alberta Soccer Association und der FC Edmonton eine Partnerschaft zum Aufbau von zwei Entwicklungszentrums in Calgary und Edmonton für junge Fußballspieler. Hier können die Jugendspieler ihre Schulausbildung parallel zum Trainingsbetrieb absolvieren.

## Trainerhistorie
- Dwight Lodeweges (2010)
- Harry Sinkgraven (2010–2012)
- Colin Miller (2012–2017)
- Jeff Paulus (2018–2020)
- Alan Koch (2020–2022)

## Statistiken

### Saisonbilanz
| Saison | Stufe | Liga                         | Regular Season                   | Play-offs          | Canadian Championship  | CONCACAF Champions League |
| ------ | ----- | ---------------------------- | -------------------------------- | ------------------ | ---------------------- | ------------------------- |
| 2011   | 2     | North American Soccer League | 5. Platz                         | Viertelfinale      | Halbfinale             | nicht qualifiziert        |
| 2012   | 2     | North American Soccer League | 8. Platz                         | nicht qualifiziert | Halbfinale             | nicht qualifiziert        |
| 2013   | 2     | North American Soccer League | Spring: 5. Platz Fall: 6. Platz  | nicht qualifiziert | Halbfinale             | nicht qualifiziert        |
| 2014   | 2     | North American Soccer League | Spring: 9. Platz Fall: 3. Platz  | nicht qualifiziert | Halbfinale             | nicht qualifiziert        |
| 2015   | 2     | North American Soccer League | Spring: 10. Platz Fall: 5. Platz | nicht qualifiziert | Halbfinale             | nicht qualifiziert        |
| 2016   | 2     | North American Soccer League | Spring: 3. Platz Fall: 3. Platz  | Halbfinale         | Vorrunde               | nicht qualifiziert        |
| 2017   | 2     | North American Soccer League | Spring: 7. Platz Fall: 7. Platz  | nicht qualifiziert | Vorrunde               | nicht qualifiziert        |
| 2019   | 1     | Canadian Premier League      | Spring: 3. Platz Fall: 6. Platz  | nicht qualifiziert | 2. Qualifikationsrunde | nicht qualifiziert        |

1. ↑  Der Wettbewerb beginnt jeweils im Herbst des vorherigen Jahres.